# Charles Dudley Warner
Charles Dudley Warner (12 de septiembre de 1829 – 20 de octubre de 1900) fue un escritor estadounidense, que publicó ensayos y novelas. Amigo de Mark Twain, escribió junto a él la novela The Gilded Age: A Tale of Today.

## Biografía
Nació en Plainfield (Massachusetts), en una familia de origen puritano. Entre los 6 y los 14 años de edad vivió en el pueblo de Charlemont (Massachusetts), experiencia que le sirvió como inspiración al momento de escribir su estudio sobre la infancia titulado Being a Boy (1877). Posteriormente se mudó a Cazenovia (Nueva York), y en 1851 se graduó de la Hamilton College, ubicada en Clinton (Nueva York). Allí conoció a Joseph Roswell Hawley, con quien entabló una larga amistad.
Warner realizó diversos trabajos durante los años siguientes. Trabajó en labores de agrimensura en Missouri; estudió derecho en la Universidad de Pensilvania; ejerció la profesión en Chicago (1856–1860); fue editor asistente (1860) y editor (1861–1867) del periódico The Hartford Press, y luego de que The Press se fusionaran en The Hartford Courant, fue coeditor junto con Hawley; en 1884 se incorporó al equipo de redacción de Harper's Magazine, dirigiendo la sección The Editor's Drawer hasta 1892, año en que asumió la dirección de The Editor's Study.
Warner conoció a Mark Twain en 1869, cuando el escritor, aprovechando su paso por la ciudad de Hartford (Connecticut), le propuso a los editores de The Courant que lo aceptaran como nuevo accionista del periódico. Sin embargo, la solicitud fue desestimada por Warner y Hawley. Con la publicación del libro The Innocents Abroad a mediados de ese año, Twain se convirtió en un nombre conocido a nivel nacional, y pese al traspié sufrido inicialmente con Warner, ambos iniciaron una amistad cuando Twain se trasladó a Hartford en 1871.
Falleció en Hartford el 20 de octubre de 1900, y sus restos fueron sepultados en el cementerio de Cedar Hill. En su funeral, Mark Twain fue una de las personas que cargó el ataúd, mientras que Joseph Twichell se encargó de oficiar la ceremonia.